# Antisemitismo en el mundo árabe

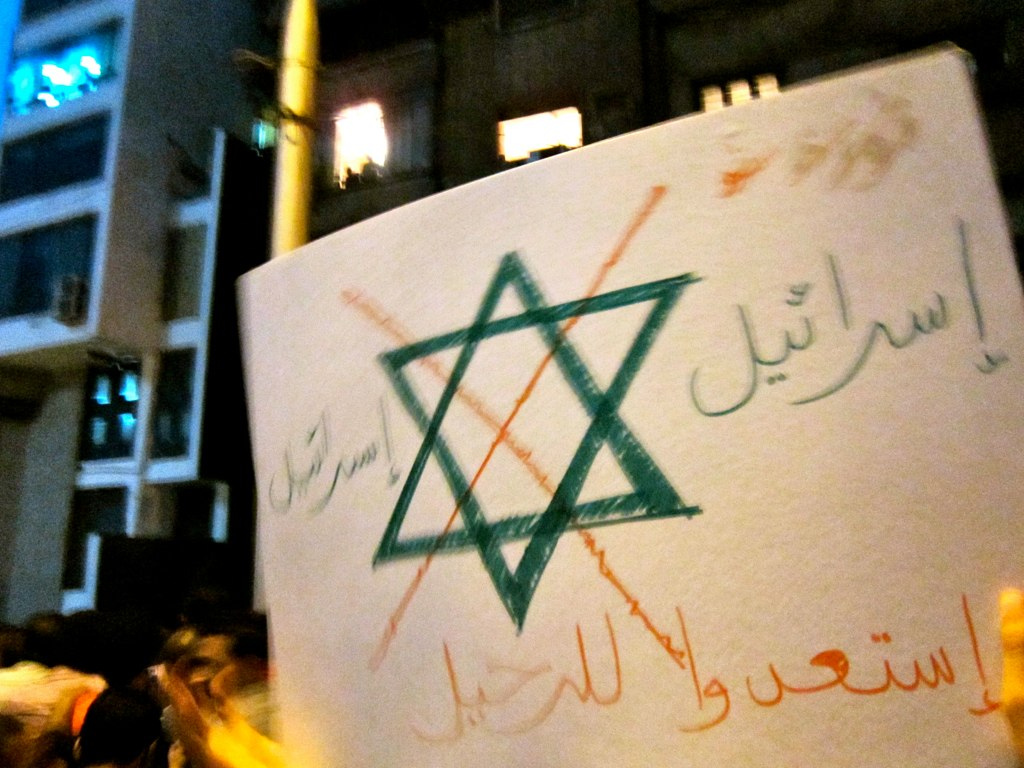
Protesta antisemita en El Cairo, Egipto.

El antisemitismo en el mundo árabe se refiere a la discriminación contra judíos en países árabes. Aunque los árabes también son semitas, el sentido del término “antisemitismo" se refiere a la discriminación contra judíos.
El Corán contiene varios versos y versículos considerados antisemitas. Sin embargo, se cree que el antisemitismo árabe se expandió desde el Siglo XIX.[cita requerida] Los judíos, como otras minorías monoteístas dentro del mundo musulmán, eran considerados "gente del libro", por lo que se les concedía el estado de Dhimmi, que los protegía parcialmente de la persecución si cumplían las normas del islam.
El antisemitismo en el mundo árabe ha aumentado considerablemente en los tiempos modernos. Esto puede deberse a diversos motivos entre los que destacan; la desintegración del Imperio Otomano y la sociedad islámica tradicional; la influencia europea causada por el imperialismo occidental y los árabes cristianos;la propaganda nazi; el resentimiento al nacionalismo judío que llevó a la colonización de la provincia siria del sur del Imperio Otomano (véase sionismo); y el aumento del nacionalismo árabe. El aumento del nacionalismo árabe durante la década de 1980 fue principalmente impulsado por el odio a los judíos 
Según Bernard Lewis, durante la mayor parte de los últimos 1400 años los árabes no fueron antisemitas. Según Lewis, esto se debe en mayor parte, a que los árabes no son cristianos criados con historias del deicidio judío. En el Islam, tales historias son consideradas una absurdidad blasfema. Debido a que los musulmanes no se consideran el "Israel verdadero", no se sienten amenazados por la supervivencia de los judíos. Como el Islam no retuvo el Antiguo Testamento, no hay choques entre las dos religiones y, por lo tanto, no hay disputas teológicas entre musulmanes y judíos. 
A pesar de ello, es necesario recordar que en el Islam, las actitudes y políticas hacia los judíos y otras personas que no siguen el Islam han variado a lo largo del tiempo y en diferentes contextos geográficos y políticos además de el nivel de fuerza y la cantidad de adeptos que tiene el movimiento religioso en lugar en cuestión. Debido a ello se pueden identificar algunas escuelas y movimientos dentro del Islam que han sido percibidos como más estrictos o menos tolerantes hacia los no musulmanes. Entre las escuelas islámicas más estrictas, podemos encontrar las siguientes:
A continuación presentaremos una tabla comparativa de las principales escuelas islámicas y su nivel de rigurosidad de la aplicación de la Sharía ante las personas que no practican esta religión:
| Escuela / Movimiento | Fundador                                    | Origen         | Características | Actitud hacia los no musulmanes |
| -------------------- | ------------------------------------------- | -------------- | --- | --- |
| Escuela Hanbalí      | Ahmad ibn Hanbal (780-855 d.C.)             | -              | Conocida por su interpretación estricta y conservadora de la ley islámica. Se caracteriza por una adhesión literal a los textos del Corán y la Sunna.              | Históricamente, ha sido menos flexible en su tratamiento de los no musulmanes en comparación con otras escuelas de jurisprudencia islámica. |
| Movimiento Wahabí    | Muhammad ibn Abd al-Wahhab (1703-1792 d.C.) | Arabia Saudita | Movimiento de reforma dentro del Islam sunita que busca purificar el Islam según las enseñanzas hanbalíes.                                                         | Se ha destacado por su postura estricta hacia los no musulmanes, insistiendo en la segregación y la aplicación de normas rigurosas.         |
| Hanafí               | -                                           | -              | La escuela más grande y generalmente más flexible y abierta en su interpretación de la ley islámica. Ha sido históricamente más tolerante hacia los no musulmanes. | - |
| Malikí               | -                                           | -              | Menos severa que la hanbalí, pero conserva algunas posturas estrictas.                                                                                             | - |
| Shafi'í              | -                                           | -              | Intermedia entre la hanbalí y la hanafí en términos de interacción con los no musulmanes.                                                                          | - |

Las políticas hacia los judíos y otros no musulmanes han estado influenciadas por factores políticos, económicos y sociales específicos de cada región y época.
Como se ha podido observar, La escuela hanbalí y el movimiento wahabí se destacan por su rigor y estricta aplicación de la sharía hacia los no musulmanes, aunque es importante contextualizar estas actitudes en el marco más amplio de la historia y la política de las sociedades islámicas.
Ya habían ocurrido incidentes antisemitas a principios del Siglo XX. Sin embargo, el antisemitismo aumentó dramáticamente como consecuencia del conflicto árabe-israelí. La guerra árabe-israelí, el éxodo palestino, la creación del estado de Israel y las victorias israelíes en las guerras de 1956 y 1967 fueron una humillación severa a los opositores de Israel, principalmente Egipto, Siria e Iraq.Aún así, en la década de 1970 la mayoría de los judíos que habitaban los países árabes había emigrado de la región y había ingresado a otros países, principalmente a Israel, Francia y los Estados Unidos.  Las razones del éxodo son variadas y están en disputa.
Según Bernard Lewis, en la década de 1980 el antisemitismo clásico se había vuelto una parte esencial de la vida intelectual árabe, superando considerablemente la del Siglo XIX en Francia y asemejándose a la Alemania nazi. Esto se refleja en el aumento de la literatura antisemita publicada en el mundo árabe y la autoridad de sus patrocinadores .
En un informe de 2008 sobre el antisemitismo árabe-musulmán contemporáneo, la Oficina de información de Terrorismo e Inteligencia israelí culpa de este fenómeno a la extensión del antisemitismo cristiano europeo clásico en el mundo árabe a principios del Siglo XIX.

## Tiempos medievales
Los judíos, junto con los cristianos y los Zoroastrianos, típicamente tenían el estatuto jurídico de Dhimmi (minoría protegida y frecuentemente no musulmana) en las tierras conquistadas por árabes musulmanes. Los judíos generalmente eran vistos como un grupo religioso en lugar de una raza separada, por lo que eran parte de la "familia árabe".
Los Dhimmi estaban sujetos a varias restricciones, las cuales variaban con tiempo y lugar. Las restricciones incluían: cuartos segregados, obligación de llevar la ropa distintiva, el servilismo público a musulmanes, prohibiciones de ganar prosélitos y casarse con mujeres musulmanas y el acceso limitado al sistema judicial. Los Dhimmi debían pagar una contribución urbana especial (el "jizya"), que los eximía del servicio militar, además del pago del impuesto de la limosna de zakat requerido de musulmanes. A cambio, los Dhimmi recibieron derechos limitados e incluso cierta tolerancia, autonomía de la comunidad en asuntos personales y protección. Las comunidades judías solían vivir como entidades semi autónomas manejadas por sus propias leyes.
Según los estándares medievales, las condiciones de los judíos bajo el islam eran mejores que la de los de judíos en tierras cristianas. Por ejemplo, habían numerosas masacres y "limpiezas étnicas" de judíos en África del Norte, principalmente en Marruecos, Libia y Argelia donde los judíos eran obligados a vivir en guetos. Los decretos que pedían la destrucción de las sinagogas se decretaron en la Edad Media en Egipto, Siria, Irak y Yemen. Algunas veces en Yemen, Marruecos y Bagdad, los judíos eran forzados a convertirse al Islam o morir .
La situación en que los judíos a veces disfrutaban de la prosperidad económica y cultural y, sin embargo, otras veces eran perseguidos y discriminados fue resumida por G. E. Von Grunebaum:
No sería difícil hallar un grupo muy numeroso de judíos en tierras islámicas que alcanzaron un alto rango, poder, influencia económica y reconocimiento intelectual; y lo mismo puede decirse sobre los cristianos. Pero, a su vez, no sería difícil compilar una larga lista de persecuciones, confiscaciones arbitrarias, intentos de conversiones forzadas o pogromos.

## Visiones en modernidad

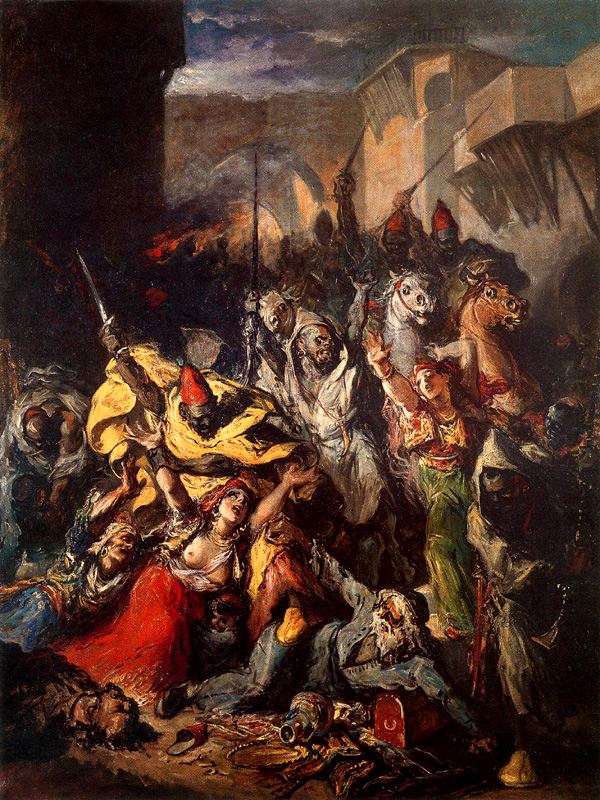
Asalto de moros a un barrio judío, obra de Francisco Lameyer. Óleo sobre lienzo, 133,7 x 103,5 cm, Museo del Prado.

Algunos eruditos creen que el antisemitismo árabe en el mundo moderno se divulgó en el Siglo XIX junto a dos opuestos: el nacionalismo judío y el nacionalismo árabe, y que fue trasladado al mundo árabe principalmente por árabes cristianos nacionalistas (y sólo entonces fue "islamizado"), Mark Cohen declara. Según Bernard Lewis:

El volumen de libros y artículos antisemitas publicados, el tamaño y el número de ediciones e impresiones, la eminencia y autoridad de quienes nos escribían, publicaban y patrocinaban, su lugar en los programas escolares y universitarios, su papel en los medios de comunicación, todo eso parece indicar que el antisemitismo clásico es una parte esencial de la vida intelectual árabe en la actualidad, casi tanto como sucedió en la Alemania nazi, y considerablemente más que en Francia de a finales del siglo XIX y principios del siglo XX ."

### El Siglo XIX
El Caso Damasco fue una acusación de asesinato ritual y un libelo de sangre contra judíos en Damasco en 1840. El 5 de febrero de 1840, un fraile del franciscano capuchino el Padre Thomas y su criado griego desaparecieron y nunca más fueron vistos. El gobernador turco y el cónsul francés Ratti-Menton creyeron las acusaciones del asesinato ritual y libelo de sangre, ya que el presunto asesinato ocurrió antes de la Pascua judía. Una investigación se organizó, y Solomon Negrin, un barbero judío, admitió su participación bajo tortura y acusó a otros judíos. Otros dos judíos murieron bajo tortura, y uno (Moisés Abulafia) fue convertido al Islam para evitarla. Más detenciones y atrocidades siguieron. Estos incidentes culminando en 63 niños judíos secuestrados y ataques de la muchedumbre contra comunidades judías en todas partes de Oriente Medio. El ultraje internacional llevó a Ibrahim Pasha en Egipto a pedir una investigación. Las negociaciones en Alejandría finalmente aseguraron la liberación incondicional y el reconocimiento de la inocencia de los nueve presos todavía restantes. Más tarde en Constantinopla, Moisés Montefiore (el líder de la comunidad judía británica) persuadió a Sultán Abdülmecid I para publicar un edicto con la intención de frenar las acusaciones de libelo de sangre en el Imperio Otomano:

..y por el amor que le tenemos a nuestras cuestiones, no podemos permitir a la nación judía, cuya inocencia para el delito alegado contra ellos es evidente, preocuparse y atormentarse como consecuencia de acusaciones que en absoluto se fundan en la verdad..

Sin embargo, los pogromos se extendieron a través de la África de Oriente Medio y del Norte: Aleppo (1850, 1875), Damasco (1840, 1848, 1890), Beirut (1862, 1874), Dayr al-Qamar (1847), Jaffa (1876), Jerusalén (1847, 1870 y 1895), El Cairo (1844, 1890, 1901–02), Mansura (1877), Alejandría (1870, 1882, 1901–07), el Puerto Dijo (1903, 1908), y Damanhur (1871, 1873, 1877, 1891).
El Caso Dreyfus de los fines del Siglo XIX tuvo consecuencias en el mundo árabe. Los arrebatos apasionados del antisemitismo en Francia se repitieron en áreas influenciadas por Francia, especialmente Líbano. La prensa árabe musulmana, sin embargo, era comprensiva del capitán falsamente acusado Dreyfus y criticó la persecución de judíos en Francia.

### El Siglo XX

#### Antisemitismo preestatal
Aunque el antisemitismo aumentó como consecuencia del conflicto árabe-israelí, ya había pogromos contra judíos antes de la fundación de Israel e incluso pogromos inspirados por los nazis en Argelia en los años 1930 y ataques contra los judíos de Iraq y Libia en los años 1940. En 1941, 180 judíos fueron asesinados y 700 resultaron heridos en los disturbios antijudíos en Irak, conocidos como Farhud. En las violentas manifestaciones que estallaron en Egipto en noviembre de 1945, 400 judíos resultaron heridos y muchas propiedades judías fueron saqueadas y dañadas. En Libia, 130 judíos fueron asesinados y 266 resultaron heridos. En el diciembre de 1947, 13 judíos fueron asesinados en Damasco, incluyendo 8 niños, y 26 resultaron heridos. En Aleppo, hubo decenas de víctimas judías, daños a 150 casas judías e incendios en 5 escuelas y 10 sinagogas. En Yemen, 97 judíos fueron asesinados y 120 heridos.

#### Causas especuladas
El antisemitismo en el mundo árabe aumentó en el Siglo XX a medida que se importaron de Europa  la propaganda antisemita y el resentimiento contra el sionismo. Las tropas británicas de Palestina llegaron frescas del despliegue en la Guerra Civil Rusa, luchando junto al Movimiento Blanco. A las fuerzas británicas se les atribuye la introducción del engaño antisemita llamado Los Protocolos de los Sabios de Sión en Palestina. En marzo de 1921, Musa Khazem El Husseini, alcalde de Jerusalén, dijo a Winston Churchill: "Los judíos han estado entre los defensores más activos de la destrucción en muchas tierras... Se sabe que la desintegración de Rusia fue total o en gran parte provocada por los judíos, y una gran parte de la derrota de Alemania y Austria también es culpa suya ".
Matthias Küntzel ha sugerido que la transferencia decisiva de la teoría de conspiración judía ocurrió entre 1937 y 1945 bajo el impacto de la propaganda nazi que llegaba al mundo árabe. Según Kuntzel, el servicio de la radio árabe nazi tenía un personal de 80 empleados, quienes transmitían cada día en árabe, acentuando las semejanzas entre el Islam y el Nazismo y el apoyo por las actividades del Gran Muftí de Jerusalén, Haj Amin al-Husayni (quien transmitió la propaganda a favor de nazi de Berlín). El régimen nazi también financió la "Hermandad Musulmana" egipcia, la cual comenzó a pedir boicots de negocios judíos en 1936.
Bernard Lewis también describe la influencia nazi en el mundo árabe e incluso su impacto a Michel Aflaq (un cristiano):
 Después de la promulgación de las Leyes de Núremberg, Hitler recibió telegramas de felicitación de todo el mundo árabe y musulmán, especialmente de Marruecos y Palestina, donde la propaganda nazi había sido más activa.... partidos políticos de los nazis y el tipo fascista comenzaron a aparecer, con organizaciones paramilitares de jóvenes, camisas de colores, una estricta disciplina y líderes más o menos carismáticos. 

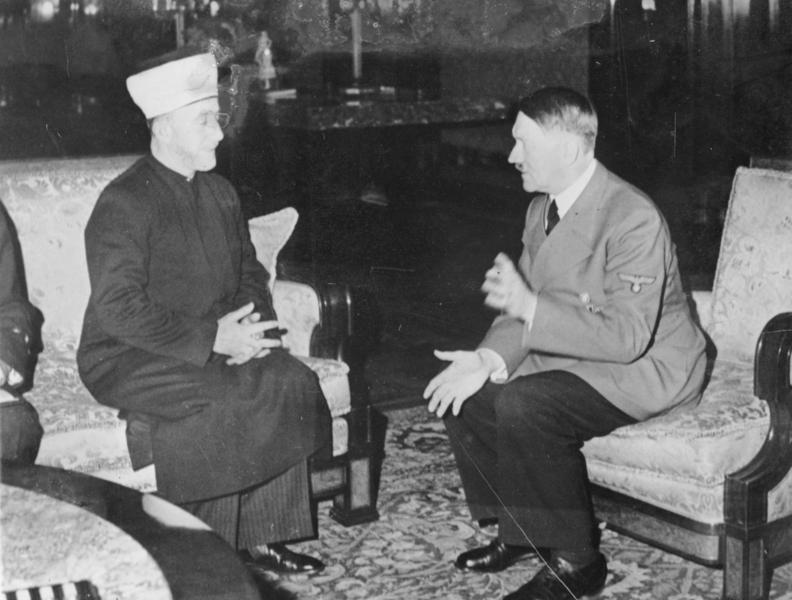
Haj Amin al-Husseini encuentro con Adolf Hitler (December 1941)

En 1945 había entre 758.000 y 866.000 judíos viviendo en comunidades árabes. Hoy en día hay menos de 8.000 En algunos estados árabes como Libia que llegó a tener un 3% de población judía, la misma desapareció. Apenas unos cientos de judíos permanecen.
La profesora de Harvard Ruth R. Wisse afirma que, hoy en día, el antisemitismo es lo que más une a la población árabe. Esto se debe a que los judíos e Israel sirven como sustitutos para los valores occidentales que se cuestionan la hegemonía del poder religioso y político en el Medio Oriente. El antisemitismo es tan maleable que puede unir a los sectores musulmanes de derecha y a los de izquierda.
Después de 1948 guerra árabe-israelí, el éxodo palestino, la creación del estado de Israel y la independencia de países árabes del control europeo, las condiciones para judíos en el mundo árabe se deterioraron. Durante las próximas décadas, casi todos huirían del mundo árabe, unos con mucho gusto y unos bajo la amenaza (ver el éxodo judío de países árabes y musulmanes). En 1945 había entre 758.000 y 866.000 judíos viviendo en comunidades en todas partes del mundo árabe. Hoy, hay menos de 8.000. En algunos estados árabes, como Libia (que era una vez aproximadamente el 3% judío), la comunidad judía ya no existe; en otros países árabes, sólo unos cientos de judíos permanecen.
Robert Bernstein, el fundador de Human Rights Watch, dice que el antisemitismo "profundamente se inculca y se institucionaliza" en "naciones árabes en tiempos modernos".

### Ejemplos Modernos

#### Árabes israelíes
En el año 2003, el líder árabe-israelí Raed Salah de la rama del norte del Movimiento islámico en Israel publicó el siguiente poema en la revista del Movimiento islámico:

Ustedes los judíos son bombarderos
Criminales de mezquitas

Asesinos de mujeres embarazadas y bebés.

Ladrones y gérmenes en todos los tiempos,

El Creador los condenó a ser monos perdedores,

La victoria le pertenece a musulmanes, desde el Nilo al Éufrates.

Durante un discurso en 2007, Salah acusó a los judíos de usar la sangre de niños para hornear el pan. "Quien quiera una explicación más cuidadosa, que pregunte qué solía pasarle a algunos niños en Europa, cuya sangre se mezcló en con la masa del pan santo [judío]".
Kamal Khatib, el líder suplente de la rama del norte del movimiento islámico, se refirió en uno de sus discursos a los judíos como "pulgas"

#### Egipto

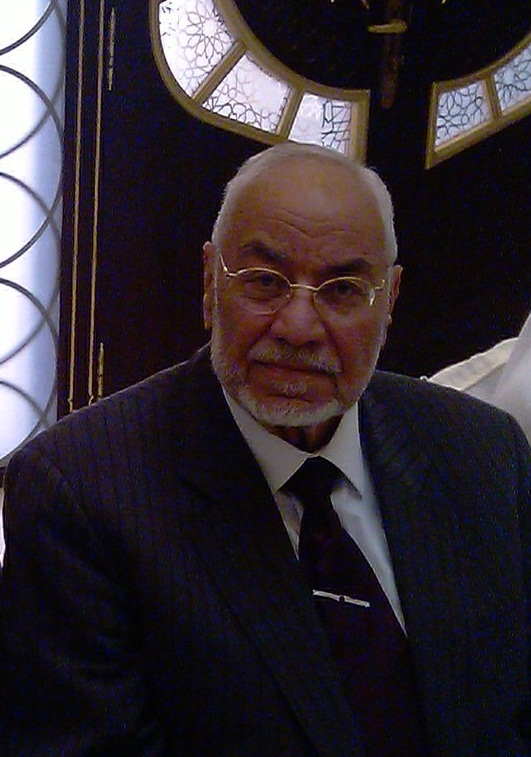
Mohammed Mahdi Akef

El líder de la Hermandad musulmán egipcio Mohammed Mahdi Akef ha denunciado lo que llamó "el mito del Holocausto" en defensa del desmentido del presidente iraní Mahmoud Ahmadinejad de ello.
El periódico dirigido por el gobierno egipcio, Al-Akhbar, el 29 de abril de 2002, publicó un editorial que niega el Holocausto. El siguiente párrafo desacredita el fracaso del Holocausto de eliminar a todos los judíos:

En cuanto al fraude del Holocausto... ¡Muchos estudios franceses han demostrado que esto no es más que una fabricación, una mentira y un fraude!! Es un "guion", el complot que con cuidado se adaptó, usando varias fotos falsificadas completamente inconexas. Sí, es una película, ni más ni menos. El propio Hitler, que acusan del Nazismo, no es para mí más que un 'alumno' modesto en el mundo del asesinato y matanza. ¡Es completamente inocente y no los frió en el infierno de su Holocausto falso!!

Todo el asunto, ya que muchos científicos e investigadores franceses y británicos han demostrado, no es más que un enorme complot israelí destinado a extorsionar al gobierno alemán, en particular, y los países europeos en general. Pero yo, personalmente, y a la luz de esta historia imaginaria, me quejo de Hitler, le digo desde el fondo de mi corazón, 'Si lo hubieras hecho, hermano, si sólo hubiera realmente sucedido para que el mundo pueda suspirar aliviado sin el mal y sin el pecado.'
Los dibujos animados que aparecen en Al-Wafd diario en 2003 representan a judíos como cifras satánicas con narices aguileñas.
En un artículo del octubre de 2000 Adel Hammoda alegó en el periódico egipcio nacional al-Ahram que los judíos hicieron Matza de la sangre de niños (no judíos).  Mohammed Salmawy, el redactor de Al-Ahram Hebdo, "defendió el uso de viejos mitos europeos como el libelo de la sangre" en sus periódicos.
En el agosto de 2010, el columnista saudita Iman Al-Quwaifli bruscamente criticó el "fenómeno de la compasión por Adolf Hitler y por el Nazismo en el mundo árabe", expresamente citando las palabras de Hussam Fawzi Jabar, un clérigo islámico que justificó las acciones de Hitler contra los judíos en un programa de entrevistas egipcio un mes antes.
En un sermón de octubre de 2012 transmitido en el Canal egipcio 1 (que fue asistido por el presidente egipcio Muhammad Morsi) Futouh Abd Al-Nabi Mansour, el Jefe del Atributo Religioso de Matrouh Governorate, rezó (como traducido por MEMRI):

Oh Dios, absuélvenos de nuestros pecados, fortalécenos y concédanos la victoria sobre los infieles. Oh Alá, destruye los judíos y sus partidarios. Oh Alá, dispérsalos, destrózalos. Oh Dios, demuestra tu poderío y tu grandeza sobre ellos.

#### Jordania
Jordania no permite la entrada a judíos con signos visibles del Judaísmo o artículos religiosos personales en su posesión. Las autoridades jordanas declaran que la política busca asegurar la seguridad de los turistas judíos.

#### Arabia Saudí
Un sitio web del gobierno saudita declaró que no concederían a judíos visados de turista para entrar en el país. Ha quitado desde entonces esta declaración y ha pedido perdón por fijar "la información errónea". A los miembros de religiones ajenas al Islam, incluso judíos, no les permiten practicar su religión en público en Arabia Saudí; según el Ministerio de Asuntos Exteriores estadounidense, la libertad religiosa "no existe" en Arabia Saudíta. El islam es la religión oficial de Arabia Saudíta, y los principios de esa religión se hacen cumplir según la ley.
El antisemitismo es común dentro de los círculos religiosos. Abdul Rahman Al-Sudais, el imán de la Magnífica mezquita en La Meca, Arabia Saudíta, se ha descrito como un antisemita para rezar en público a Dios para 'despedir' a los judíos
Los medios sauditas a menudo atacan a judíos en libros, artículos de noticias, en sus mezquitas y con lo que unos describen como la sátira antisemita. Los funcionarios públicos sauditas y los líderes religiosos estatales a menudo promueven la idea que los judíos buscan dominar el mundo entero. Como prueba de sus reclamaciones, publican y citan Los Protocolos de los Mayores de Zion como actuales.
Un periódico del gobierno saudita sugirió que odiar a todos los judíos es justificable. "¿Por qué son (los judíos) odiados por toda la gente que los recibió, como Iraq y Egipto miles hace unos años, y Alemania, España, Francia y el Reino Unido, hasta los días que ganaron del poder sobre la capital y la prensa, a fin de volver a escribir la historia?"
Según El Washington Post, los manuales sauditas afirmados por ellos para haberse esterilizado del antisemitismo todavía llaman monos judíos (y cerdos cristianos); exigen que los estudiantes eviten y no ofrezcan amistad a judíos; afirman que los judíos adoran al diablo; y animan a los musulmanes a tomar parte en la yihad para vencer a judíos.
Incluso durante la altura de las medidas enérgicas sauditas contra el extremismo en 2004, una TV IQRA saudita entrevistó a personas en la calle sobre sus sentimientos hacia los judíos. Los entrevistados describieron a los judíos como "nuestros enemigos eternos", "crueles", "los enemigos de Alá y Su Profeta", "los asesinos de los profetas", "la gente más asquerosa de la Tierra", etc.

#### Siria

De izquierda a derecha: Fara Zeibak, Mazal Zeibak, Eva Saad and Lulu Zeibak.

El 2 de marzo de 1974, los cuerpos de cuatro Judías sirias fueron descubiertos por la policía fronteriza en una cueva en las Montañas Zabdani al noroeste de Damasco. Fara Zeibak 24, sus hermanas Lulu Zeibak 23, Mazal Zeibak 22 y su prima Eva Saad 18, se habían encontrado con un grupo de contrabandistas para huir de Siria al Líbano y finalmente a Israel. Los cuerpos de las muchachas se encontraron mutilados y con signos de abuso sexual. La policía también encontró los restos de dos muchachos judíos, Natan Shaya 18 y Kassem Abadi 20, víctimas de una masacre más anterior. Las autoridades sirias depositaron los cuerpos de todos los seis en sacos antes de las casas de sus padres en el gueto judío en Damasco.
En 1984 el ministro de defensa sirio Mustafa Tlass publicó un libro llamado "El Matzah de Zion", que afirmó que los judíos habían matado a niños cristianos en Damasco para hacer Matzas (ver el asunto de Damasco). Su libro inspiró al Jinete de serie de la TV egipcio Sin un Caballo (véase abajo) y un producto derivado, La Diáspora, que llevó a al-Manar de Hezbollah prohibido en Europa para transmitirlo.
También se acusa al régimen de Hafez Al Assad de haber dado refugio al criminal de guerra nazi Alois Brunner, lugarteniente del jerarca Adolf Eichmann.
El ex líder del Ku Klux Klan David Duke visitó Siria en el noviembre de 2005 e hizo un discurso que se transmitió en vivo en la televisión siria.

#### Iraq
El 1 de junio de 1941, tuvo lugar una matanza de judíos en Bagdad. Miles de musulmanes armados empezaron a arrasar el barrio judío, con espadas, cuchillos y armas de fuego. El alcalde de Bagdad y la policía leal a la monarquía finalmente tomaron medidas para terminar con la violencia, e impusieron un toque de queda a las 5 de la tarde del 2 de junio. En 1950, los judíos fueron autorizados a abandonar Irak con la condición de que dejaran atrás todas sus posesiones, propiedades y cuentas de banco.
En el año 2017, Sarah Idan, Miss Irak, la mujer más bella del país, fue amenazada de muerte y forzada a abandonar su país junto a su familia luego de publicar una fotografía en Instagram con Adar Gandelsman, Miss Israel.

#### Túnez
Para una historia personal de la discriminación y los ataques físicos que experimentan los judíos en Túnez, ver la cuenta del escritor anticolonialista judía-árabe Albert Memmi:

En cada crisis, con cada incidente de la importancia más leve, la muchedumbre iría salvaje, prendiendo fuego a tiendas judías. Esto hasta pasó durante la guerra del Yom Kipur. El presidente de Túnez, Habib Bourguiba, tiene en toda la probabilidad nunca sida hostil a los judíos, pero siempre había que "la tardanza" celebre, que significó que la policía llegó a la escena sólo después de las tiendas se había pillado y se había quemado. ¿Es alguna maravilla que el éxodo a Francia e Israel siguió y hasta aumentó?

El 30 de noviembre de 2012, el imán tunecino prominente Sheikh Ahmad Al-Suhayli de Radès, dijo a sus seguidores durante una transmisión en vivo en Hannibal TV que "Dios quiere destruir esta rociada [tunecina] de judíos y esteriliza las matrices de Judías". Esto era la cuarta vez que la incitación contra judíos se ha relatado en la esfera pública desde el derrocamiento del presidente tunecino Zine El Abidine Ben Ali en 2011, así incitando a líderes de la comunidad judíos a exigir la protección de seguridad del gobierno tunecino. Al-Suhayli posteriormente fijó un vídeo en Internet en el cual afirmó que sus declaraciones se habían interpretado mal.
La Historia de los judíos en Túnez vuelve a tiempos romanos. En 1950, la población judía de Túnez alcanzó un pico de 100.000. Hoy tiene una comunidad judía de 1,500 personas.

#### Libia
Luego de la asunción de Muamar el Gadafi a fines de la década de 1960, se confiscaron y cerraron todas las propiedades judías en el país.
En octubre de 2011, el único judío que vivía en Libia, el psicoanalista David Gerbi, abandonó su país natal por las tensiones que generaron manifestaciones antisemitas en Trípoli y Benghazi, que incluyeron un intento por irrumpir en su hotel para sacarlo por la fuerza.

#### Palestina
El Hamás, un vástago de la Hermandad musulmana egipcia, afirma que la revolución francesa, la revolución rusa, el colonialismo y ambas guerras mundiales fueron creados por los sionistas. También reclama a los francmasones y los Rotary Club son frentes del sionismo y se refiere a los Protocolos de los Mayores de Zion.Las reclamaciones que los judíos y los francmasones estaban detrás de la revolución francesa se originaron en Alemania a mediados del Siglo XIX.
Mudar Zahran, un palestino, que escribe para el Instituto de Gatestone, dice que "los palestinos se han usado como el combustible para la nueva forma del antisemitismo; esto ha hecho daño a los palestinos y los ha expuesto al abuso sin precedentes y deliberadamente ignorado por los medios por gobiernos árabes, incluso algunos de aquellos que reclaman el amor por los palestinos, aún de hecho sólo aguantan el odio a judíos. Esto ha causado gritos palestinos de justicia, igualdad, libertad y hasta derechos humanos básicos ignorados mientras el mundo consumido con Israel deslegitimizando de ignorancia o de malicia".
Mahmoud Abbas, el líder de la OLP, publicó una tesis del Doctor en Filosofía (en la universidad de Moscú) en 1982, llamado La Conexión Secreta entre los nazis y los Líderes del Movimiento del Sionista.
Su tesis doctoral más tarde se hizo un libro, que, después de su cita como el primer ministro palestino en 2003, pesadamente se criticó como un ejemplo del negamiento del Holocausto. En su libro, Abbas escribió:

Parece que el interés del movimiento del Sionista, sin embargo, es inflar a esta cifra [de muertes de Holocausto] de modo que sus ganancias sean mayores. Esto los llevó a enfatizar esta cifra [seis millones] a fin de ganar la solidaridad de la opinión pública internacional con el Sionismo. Muchos eruditos han debatido la cifra de seis millones y han alcanzado conclusiones aturdidoras — fijación del número de víctimas judías en sólo unos cientos de miles.</ref>

#### Periódicos árabes
Muchos periódicos árabes, como Al-Hayat al-Jadida, el periódico oficial de la Autoridad Nacional Palestina, a menudo escriben que "los judíos" controlan a todos los gobiernos del mundo, y que "los judíos" planean el genocidio en todos los árabes en Cisjordania. Los otros escriben historias menos sensacionales y declaran que los judíos tienen demasiado de una influencia en el gobierno de los Estados Unidos. A menudo se dice que los líderes de otras naciones son controlados por judíos. Los artículos en muchos periódicos del gobierno árabes oficiales afirman que Los Protocolos de los Mayores de Zion, refleja hechos, y así señala a una conspiración judía internacional para asumir el mundo.

El Plan de Netanyahu coincide completamente los cimientos del gran plan sionista que se organiza de acuerdo a etapas específicas que se determinaron cuando  Los Protocolos de los Sabios de Sión  fue compuesto y cuando Herzl junto con Weizmann viajó por todo el mundo con el fin de determinar la ubicación adecuada para la ejecución de esta conspiración, (diario oficial de la Autoridad Palestina, al-Hayat Al-Jadida 30 de noviembre de 1997).

Los judíos tratan de conquistar el mundo .... Debemos exponer el complot colonialista sionista y sus metas, que destruyen no sólo a nuestro pueblo sino al mundo entero (ministro de la AP de Agricultura, Abdel Jawad Saleh, citado en  Al-Hayat al-Jadida  6 de noviembre de 1997)

#### Líbano
El canal de TV de Al-Manar de Hezbolá a menudo se ha acusado de airear emisiones antisemíticas, culpando a los judíos de una conspiración del Sionista contra el mundo árabe, y a menudo aireando extractos de los Protocolos de los Mayores de Zion, que la Enciclopedia Británica describe como un "documento fraudulento que sirvió de un pretexto y razón fundamental para el antisemitismo a principios del siglo 20".
Al-Manar recientemente aireó una serie de drama, llamada La Diáspora, que está basada en acusaciones antisemíticas históricas. Los reporteros de la BBC que miraron la serie dijeron que cita extensamente los Los protocolos de los sabios de Sion, una notoria publicación del siglo XIX utilizada por los nazis, entre otros, para alimentar el odio racial.
En otro incidente, un comentarista de Al-Manar recientemente se refirió a "Las tentativas del sionista de transmitir el SIDA a países árabes". Los funcionarios de Al-Manar niegan transmitir la incitación antisemítica y declaran que su posición es antiisraelí, no antisemítica. Sin embargo, Hezbolá ha dirigido la retórica fuerte tanto contra Israel como contra judíos, y ha cooperado en publicación y distribución de la literatura antisemítica absoluta. El gobierno de Líbano no ha criticado la emisión seguida del material antisemítico por la televisión.
Debido a protestas por el grupo del paraguas CRIF de judíos franceses en cuanto a acusaciones del contenido antisemítico, el primer ministro francés Jean-Pierre Raffarin pidió una prohibición de Al-Manar que transmite en Francia el 2 de diciembre de 2004; sólo dos semanas después de que aprobaron a al-Manar para seguir transmitiendo en Europa por la agencia del perro guardián de medios de Francia. El 13 de diciembre de 2004, el tribunal administrativo más alto de Francia prohibió la estación de Al-Manar TV de Hezbolá a causa de que consecuentemente incita el odio racial y el antisemitismo.

#### Yemen
Los años 1940 y el establecimiento de Israel vieron la emigración rápida de judíos de Yemen, como consecuencia de disturbios antijudíos y masacres. Antes de finales de los años 1990, sólo varios cientos permanecieron, principalmente en una región montañosa noroeste llamada Sa'ada y la ciudad de Raida. Los miembros de Houthi presentan notas de las puertas de los judíos, acusándolos de corromper moralejas musulmanas. Finalmente, los líderes de Houthi enviaron mensajes amenazadores a la comunidad judía: "Advertimos que usted deje el área inmediatamente.... Le damos un período de 10 días, o lo lamentará"."

#### Jinete sin un caballo
En 2001–2002, Radio árabe y Televisión produjeron una miniserie de televisión de 30 partes Jinete autorizado Sin un Caballo, el actor egipcio prominente protagonizado Mohamed Sobhi, que contiene adaptaciones teatrales de Los Protocolos de los Mayores de Zion. Los Estados Unidos e Israel criticaron Egipto por airear el programa, que incluye falsedades racistas que tienen una historia de usar "como un pretexto para perseguir a judíos".

#### Encuesta de opinión
En 2008 Una revisión del Centro de investigación del Banco encontró que las visiones negativas acerca de judíos eran más comunes en las tres naciones predominantemente árabes votadas, con el 97% del libanés que tiene la opinión desfavorable de judíos, el 95% en Egipto y el 96% en Jordania.